# Saxifraga stolonifera
Saxifraga stolonifera és una planta perenne ornamental utilitzada com planta d'interior i de jardins. És nativa d'Àsia però s'ha introduït en altres continents. El seu fullatge és reptant, creix a través d'estolons la seva resistència al fred es classifica en un 5 en l'escala dels Estats Units.
En la cuina japonesa ocasionalment se'n mengen les fulles crues o cuites i també s'ha utilitzat al Japó com planta medicinal tradicional, conté quercetina que in vitro ha demostrat propietats anticanceroses.

## Enllaços externs

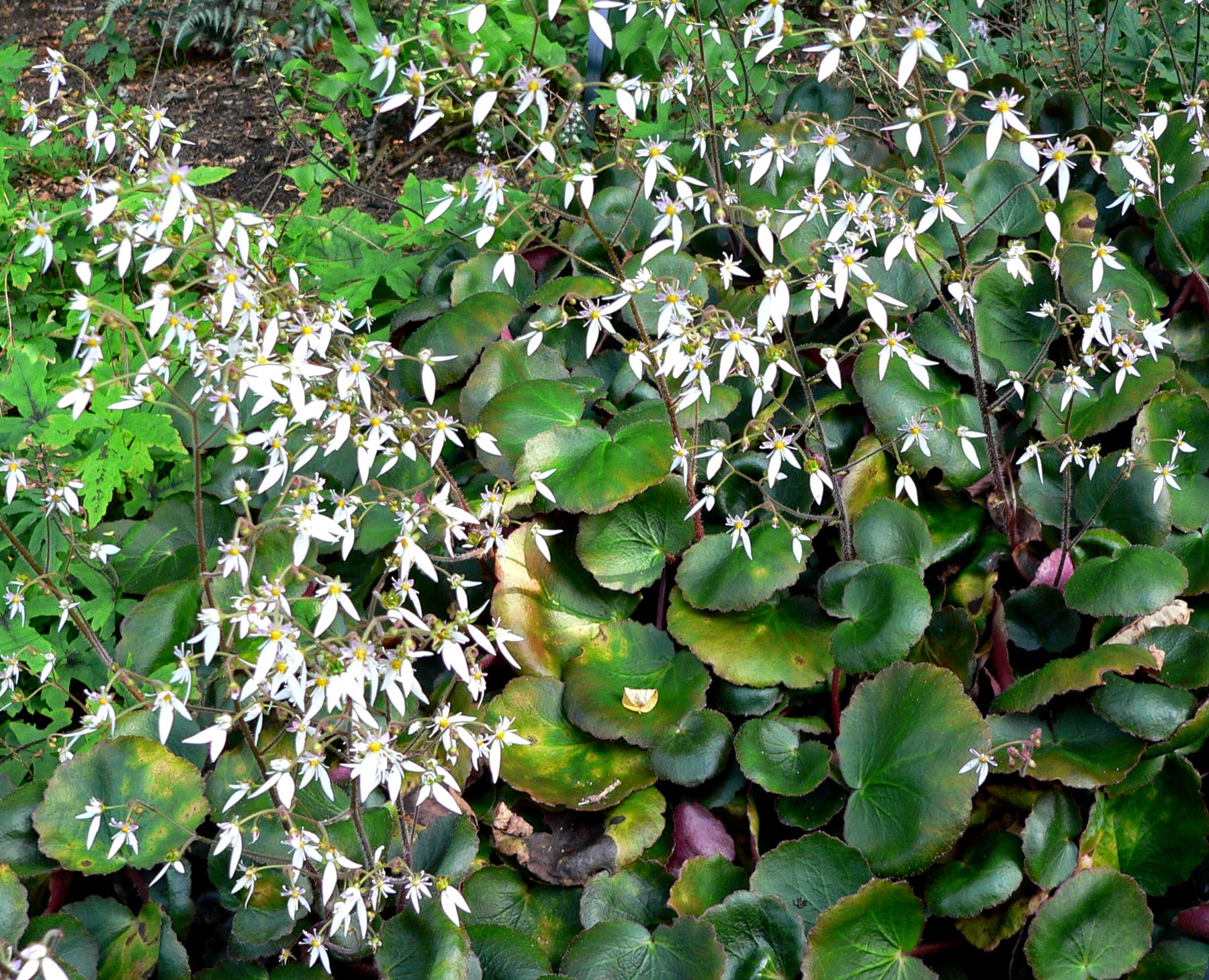
Planta tapissant el sòl